# 浜松市龍山地域自治センター
浜松市龍山地域自治センター（はままつしたつやまちいきしちセンター）は、かつて静岡県浜松市天竜区にあった、同区龍山地区を管轄する行政機関である。
後継の浜松市龍山協働センター（はままつしたつやまきょうどうセンター）は、静岡県浜松市天竜区にある、同区龍山地区を管轄する行政機関である。

## 概要

### 沿革
- 2005年7月1日 - 浜松市が龍山総合事務所を開所。 旧・龍山村役場の庁舎を利用。
- 2007年4月1日 - 浜松市の政令指定都市移行に伴い、龍山総合事務所を龍山地域自治センターに改組。
- 2012年4月1日 - 前日の地域自治区の廃止に伴い、龍山協働センターの名称に改組。

### 所在地
浜松市天竜区龍山町大嶺570-1

### 傘下の機関
- 森林文化会館

## 交通
- 遠鉄バス
- 浜松市自主運行バス